# Netsky (виконавець)
Boris Daenen (більш відомий як Netsky) — бельгійський музикант напрямку Drum'n'bass, що створює музику в стилі ліквід-фанк із великою кількістю інструментальних шарів і потужним вокалом. Псевдонім Netsky пов'язаний з комп'ютерним вірусом під цією назвою. В кінці 2009 року Netsky підписав контракт із компанією Hospital Records.

## Історія
Netsky пише музику в стилі ліквід-фанк з багатошаровими інструментальними і вокальними партіями.
Наприкінці 2009 року Netsky почав працювати з компанією Hospital Records, з якою працюють такі відомі артисти і групи як High Contrast, London Elektricity и Danny Byrd.
Після успіху його однойменного дебютного альбому «Netsky», який вийшов 31 травня 2010 року, Netsky підписав винятковий контракт з лейблом Hospital Records.
Почавши писати музику 4 роки тому, він зупинився на тонкій межі між глибоким музичним звучанням і танцювальною енергетикою. Першою роботою, яка відразу ж вийшла на лейблі легендарного DJ Hype — Liq-weed Ganja, став спільний трек з Crystal Clear «King of the stars». Далі послідували релізи на Allsorts, Liq-weed Ganja і Future Retro. Однак композитор не зупиняється на досягнутому і вже підписаний на такі лейбли, як Shogun Limited, Spearhead і легендарний Hospital Records.

## Дискографія

### Альбоми
| Рік  | Альбом                                                                                        |
| ---- | --------------------------------------------------------------------------------------------- |
| 2010 | Netsky - Реліз: 31 травня 2010 - Лейбл: IGNOR RECORDS (NHS167) - Формат: 12" LP, CD, download |
| 2012 | 2 - Реліз: 25 червня 2012 - Лейбл: Hospital Records (NHS213) - Формат: 12" LP, CD, download   |
| 2016 | 3 - Реліз 3 червня 2016 - Лейбл: Hospital Records (NHS289)                                    |

### Сингли & EP
| Рік  | Single / EP                                                           | Альбом           |
| ---- | --------------------------------------------------------------------- | ---------------- |
| 2009 | King of the Stars / Dolamite (Netsky & Crystal Clear / Crystal Clear) | Non-album single |
| 2009 | Prisma / Tomorrow's Another Day                                       | Non-album single |
| 2009 | Starlight / Young And Foolish                                         | Non-album single |
| 2009 | Everyday / Come Back Home                                             | Non-album single |
| 2009 | Generations (S.P.Y Remix) / Hold On To Love (BCee / Netsky)           | Non-album single |
| 2009 | I Refuse / Midnight Express                                           | Non-album single |
| 2010 | Eyes Closed / Smile                                                   | Non-album single |
| 2010 | Turn Up (The Music) / Memory Lane (Camo & Krooked / Netsky)           | Non-album single |
| 2010 | Your Way / Daydreaming                                                | Non-album single |
| 2010 | Moving With You (ft. Jenna G)                                         | Netsky           |
| 2012 | Give & Take                                                           | 2                |

### Ремікси
| Рік  | Ремікс                                                    | Реліз                                                 |
| ---- | --------------------------------------------------------- | ----------------------------------------------------- |
| 2009 | Miike Snow — Black And Blue (Netsky Remix)                | Black And Blue (Remixes)                              |
| 2010 | CHEW Lips — Karen (Netsky Remix)                          | Karen                                                 |
| 2010 | Mutated Forms — Glory Days (Never Again) (Netsky Remix)   | Time to Shine / Glory Days (Never Again) Netsky Remix |
| 2010 | Audio Bullys — Only Man (Netsky Remix)*                   | Bootleg                                               |
| 2010 | Pendulum — Witchcraft (Netsky Remix)                      | Witchcraft — Single                                   |
| 2010 | Swedish House Mafia — One (Netsky Remix)                  | One — Single                                          |
| 2010 | Underworld ft. High Contrast — Scribble (Netsky Remix)    | Scribble — Single                                     |
| 2010 | Plan B — Recluse (Netsky Remix)                           | Recluse — Single                                      |
| 2010 | Shameboy — Strobot (Netsky Remix)                         | Unknown                                               |
| 2010 | Leftfield — Release The Pressure (Netsky Remix)           | Unknown                                               |
| 2011 | Rusko — Everyday (Netsky Remix)                           | Everyday                                              |
| 2011 | Jessie J — Nobody's Perfect (Netsky Remix)                | Nobody's Perfect (digital EP) Domino (CD single)      |
| 2011 | Skream ft. Sam Frank — Anticipate (Netsky Remix)          | Anticipate                                            |
| 2011 | Rusko — Everyday (Netsky VIP Remix)                       | Fifteen Years of Hospital Records                     |
| 2012 | Netsky — Love Has Gone (Netsky's "Love Must Go On" Refix) | Love Has Gone                                         |
| 2012 | Madeon — Finale (Netsky Remix)                            | The City                                              |
| 2012 | Netsky — Wanna Die for You (Metrik and Netsky Rework)     | 2 Deluxe                                              |
| 2014 | Ed Sheeran — Don't (Netsky Remix)                         | Н/Д                                                   |
| 2014 | Jack Ü ft. Kiesza — Take Ü There (Netsky Remix)           | Take Ü There (Remixes)                                |
| 2017 | Dua Lipa — Be The One (Netsky Remix)                      | Н/Д                                                   |